# Christian Carl Alberti
Christian Carl Alberti, (12. maj 1814 på Grauballegaard ved Silkeborg – 18. maj 1890 i København) var en dansk politiker og praktisk jurist, far til P.A. Alberti og Sophie Alberti.
Carl Chr. Alberti var søn af proprietær C. C. Alberti (1777-1831) og Elise f. Lindberg (f. 1789-1868), søster til præsten J.C. Lindberg. Alberti blev 1833 student fra Ribe Katedralskole og cand.jur. i 1839. Derefter var han fuldmægtig hos birkedommer Friederichsen i Københavns Amts søndre Birk og 1843-1855 hos Højesteretsadvokat C.E. Rotwitt. Han blev 1851 prøveprokurator og 1853 overretsprokurator i København og vandt i denne stilling snart et godt ry for hæderlighed og forretningsdygtighed.
Fra tidlig tid var han stærkt opfyldt af politiske interesser, og især stod det samtidige franske Venstre, oppositionen imod Louis Philippe, for ham som et politisk ideal. Hjemme sluttede han sig afgjort til oppositionen og var velset inden for dennes forskellige afskygninger. Februar 1848 opnåede han således, efter Fædrelandets varme anbefaling, valg til Borgerrepræsentationen i København. Da vejene få måneder efter skiltes, var Alberti blandt dem, der gik til Venstre. Han var medindbyder til Hippodrommøderne og trådte i skranken for etkammersystemet, det suspensive veto og meget andet, der forekom hans tidligere venner i den nationalliberale lejr for vidtgående. Med Bondevennernes Selskabs ledere indgik han fra denne tid en nøjere politisk forbindelse og søgte, anbefalet af dem, forgæves valg til den grundlovgivende Rigsforsamling, hvorimod han december 1849 i Sorø valgtes til medlem af den første ordentlige Rigsdags Folketing. Siden genvalgtes han uafbrudt i samme kreds, indtil han 1890 gav afkald på genvalg på grund af stærkt svækket helbred. Under forfatningen af 18. November var Alberti på en kort afbrydelse nær tillige medlem af Rigsrådets Folketing. Han blev valgt til dette i 1864, men udtrådte ligesom Balthazar Christensen i januar 1865, fordi han betragtede Rigsrådet som ugyldigt, og lod sig først genvælge ved de nye valg i maj samme år.
I Folketinget hørte Alberti fra første færd til Bondevennerne og hørte altid til en af Venstres grupper; han har øvet ikke ringe indflydelse, om han end aldrig har været blandt de egentlige førere. 1855 blev Alberti medlem af Bondevenneselskabets bestyrelse og 1858 dens formand; 1865 sluttede han sig ligesom J.A. Hansen til Oktoberforeningen og hørte også til dens bestyrelse; indtrådte 1870 i Det forenede Venstre og gik ved dettes deling 1877 over til det radikale Venstre, men var 1879 iblandt dem, der udtrådte heraf, misnøjet med Christen Bergs ledelse; dog sluttede han sig 1884 til det nydannede danske Venstre. Alberti var jævnlig rede til de stærkeste skridt fra oppositionens side, således til de gentagne nægtelser af Finansloven, og var i samlingerne 1885 og 1886 den, der indbragte regeringens foreløbige love til forkastelse. 
Albertis rigsdagsvirksomhed var ikke af førsterangsbetydning. I sager, der vedrørte retspleje og kreditforhold, gav han ofte værdifulde bidrag til debatten, men ellers var han ikke meget fremtrædende i denne, hvortil også en stærk tunghørhed bidrog. Dog må undtages spørgsmålene om retsplejereformer, om hvilke han har givet udførlige indlæg (udg. i særtryk); også indbragte han 1876 Venstres forslag til en ministeransvarlighedslov.
Derimod gjaldt hans ord meget inden for Venstre, til hvilket parti han bestandig sluttede sig. Hans store indflydelse på den sjællandske bondestand og det ry, han nød for pålidelighed både i private og politiske forhold, gav ofte hans mening en betydelig vægt. Alberti var til en vis grad radikalt anlagt og yndede de stærke og udprægede standpunkter. I reglen fandtes han derfor også på sit partis venstre fløj, og han stemte mod den reviderede Grundlov i 1866.
Alberti havde dog langt sin største betydning ved den virksomhed, han udfoldede uden for Rigsdagen. 1856 stiftede han Den sjællandske Bondestands Sparekasse, og indtil sin død vedblev han at være dens formand. Under vanskeligheder af forskellig art forstod han ved sin forretningsdygtighed, sin uangribelige redelighed og sin næsten fænomenale personalkundskab at hævde og yderligere befæste dens stilling. 1877 fandt der til dels af politiske grunde stormløb sted mod Sparekassen, men det lykkedes Alberti med bistand af Westenholz Brothers i London og Nationalbanken i København at tilfredsstille alle krav og holde opsigelserne inden for rimelige grænser. Albertis sparekasse blev taget til mønster for adskillige andre af lignende art, og dens held virkede i ikke ringe grad tilskyndende på den bevægelse, som i hine år gjorde sig gældende inden for den danske landbostand i retning af selvstændig økonomisk organisation på forskellige områder.
Alberti færdedes, som hans stilling medførte, meget omkr. blandt de sjællandske bønder og var også i reglen villig til at optræde som taler ved politiske møder. Nogen stor oratorisk begavelse var han ikke, og han var heller ikke den mand, som omhyggelig forberedte, hvad han havde at sige. Men derfor var hans taler ingenlunde uden værdi og politisk betydning. Der var noget ægte og ejendommeligt over dem, som sjælden forfejlede sin virkning på tilhørerne. Man skattede hans hensynsløse ærlighed, hans lidt grovkornede vid og først og sidst den varme sympati for bondestanden, som altid lyste frem af hans ord. Ved slige lejligheder, hvor han var omgivet af en kreds, af hvilke han kendte de allerfleste, i alt fald af de ældre, og vidste besked med deres livsforhold, kunne der være noget ejendommelig patriarkalsk i hans optræden. Han var i virkeligheden også, mere end nogen anden politisk fører, genstand for de sjællandske bønders tillid og hengivenhed, og det netop fordi han i forholdet til dem ikke alene var politikeren, men også deres rådgiver og hjælper i mangfoldige af det praktiske livs forhold. Han blev fulgt til jorden af mindst et par tusinde sjællandske bønder, og til minde om ham rejstes der et monument lidt uden for Sorø by.